# DSports
DSports (anteriormente llamado DirecTV Sports) es un canal de televisión por suscripción deportivo latinoamericano. Es exclusivo de la proveedora satelital DirecTV. Los programas del canal son producidos por Torneos.
Emite y opera sus señales desde Argentina, Chile y Uruguay, además emite para Venezuela, Colombia, Ecuador y Perú. Al ser un canal propio de DirecTV, no es ofrecido en ningún otro cableoperador, a excepción de Venezuela, donde se emite por las empresas SimpleTV (reemplazo de DirecTV en ese país) e Inter.

## Historia
Fue lanzado por primera vez en 2006 como Canal 680 por primera vez en simultáneo con el inicio del Mundial de Fútbol de Alemania 2006. Nació con el nombre de Mundial Total, que se lanzó con el objeto de la transmisión del Mundial de Fútbol de la FIFA. Entre las características del canal Mundial Total estaba el sistema multicanal (ver dos partidos a la vez con la pantalla dividida), multicámara (seleccionar el ángulo de mejor agrado para ver las jugadas) y repeticiones al instante, todo con formato panorámico.
Poco después fue agregando programación a su parrilla como la Liga BBVA, la Ligue 1 y algunos encuentros de la Premier League, que dejaría de emitir por unos años, pero ganando la totalidad de la temporada en exclusiva desde 2013. En 2010 y 2011, siguió incluyendo las Copas Mundiales de la FIFA de distintas categorías, que emitía desde antes que la señal naciera como DirecTV Sports. Con el tiempo se quedó con el nombre de Canal 680, para llamarse finalmente DirecTV Sports.
El canal maneja un conjunto de canales alternos que se encargan de transmitir varias competiciones en simultáneo, como fútbol, tenis y básquetbol en los canales 1616, 1617, 1618, 1619 y 1620 en SD, HD, canales 4000, 4001 y también en DGO (excepto para Venezuela y el Caribe) en UHD. 
El 18 de octubre de 2013, empieza a operar la señal en alta definición las 24 horas del día, DirecTV Sports HD.
El 10 de junio de 2018, previo a la inauguración del Mundial Rusia 2018, el canal cambió de logo, junto con la adopción de un nuevo paquete de gráficas.
El 14 de noviembre de 2022, previo a la Copa Mundial de la FIFA Catar 2022, el canal realizó un cambio de nombre, ahora llamándose DSports junto con un nuevo logo y paquete de gráficas.

## Eventos deportivos
La cadena emite una gran cantidad de competiciones de diversos deportes como en fútbol: la Copa Mundial de la FIFA, la Copa Sudamericana, la Copa América, LaLiga entre otros.

## Señales
DSports posee 6 señales con contenidos locales para los países de Argentina, Chile, Colombia, Ecuador, Perú y Uruguay.
- DSports 2
- DSports+
- DSports Fight: inició sus emisiones el 18 de febrero de 2022. Su programación consiste en la emisión de eventos deportivos relacionados al boxeo, lucha libre y artes marciales.
- DSports Motor: inició sus emisiones el 5 de junio de 2023 y finalizó el 31 de diciembre de 2024. Su programación consistía en la emisión de eventos deportivos relacionados con los deportes de motor.
- DSports Alternos
- DSports Brasil